# Сусаг (Арад)
Сусаг (рум. Susag) — село у повіті Арад в Румунії. Входить до складу комуни Крайва.
Село розташоване на відстані 405 км на північний захід від Бухареста, 67 км на північний схід від Арада, 129 км на захід від Клуж-Напоки, 108 км на північний схід від Тімішоари.

## Населення
За даними перепису населення 2002 року у селі проживали 388 осіб, з них 384 особи (99,0%) румунів. Рідною мовою 384 особи (99,0%) назвали румунську.